# Grupa Pewnych Osób
Grupa Pewnych Osób – nieformalna grupa aktywistów lokalnych, działających w Łodzi, ruch happeningowy.

## Grupa
Grupa jest nieformalnym stowarzyszeniem mieszkańców Łodzi, którym leży na sercu wizerunek miasta. Większość działań, jakimi zajmują się członkowie GPO, koncentruje się wokół tematu utrzymywania czystości w mieście. Ludzie z GPO angażowali się także w promocję miasta jako kandydata do tytułu Europejskiej Stolicy Kultury w 2016.
Na swoje happeningi zwykle zapraszają media lub uwieczniają je kamerami i publikują w internecie; wszystko po to, aby zwrócić uwagę jak najszerszego grona ludzi na konkretny problem. GPO działa jako grupa nieformalna, nie figuruje w KRS i nie ma też żadnych struktur i władz. 
„Działania podejmowane przez Grupę Pewnych Osób realizowane są w formie happeningów,
którym towarzyszy spora dawka humoru i zabawy”.
Akcje łódzkiej GPO inspirują osoby także z innych miast Polski. Do działania są chętni m.in. mieszkańcy Katowic, Krakowa, Gdyni, Kielc, Warszawy, a w Bielsku-Białej odbyły się już pierwsze akcje.

## Akcje łódzkiej Grupy Pewnych Osób

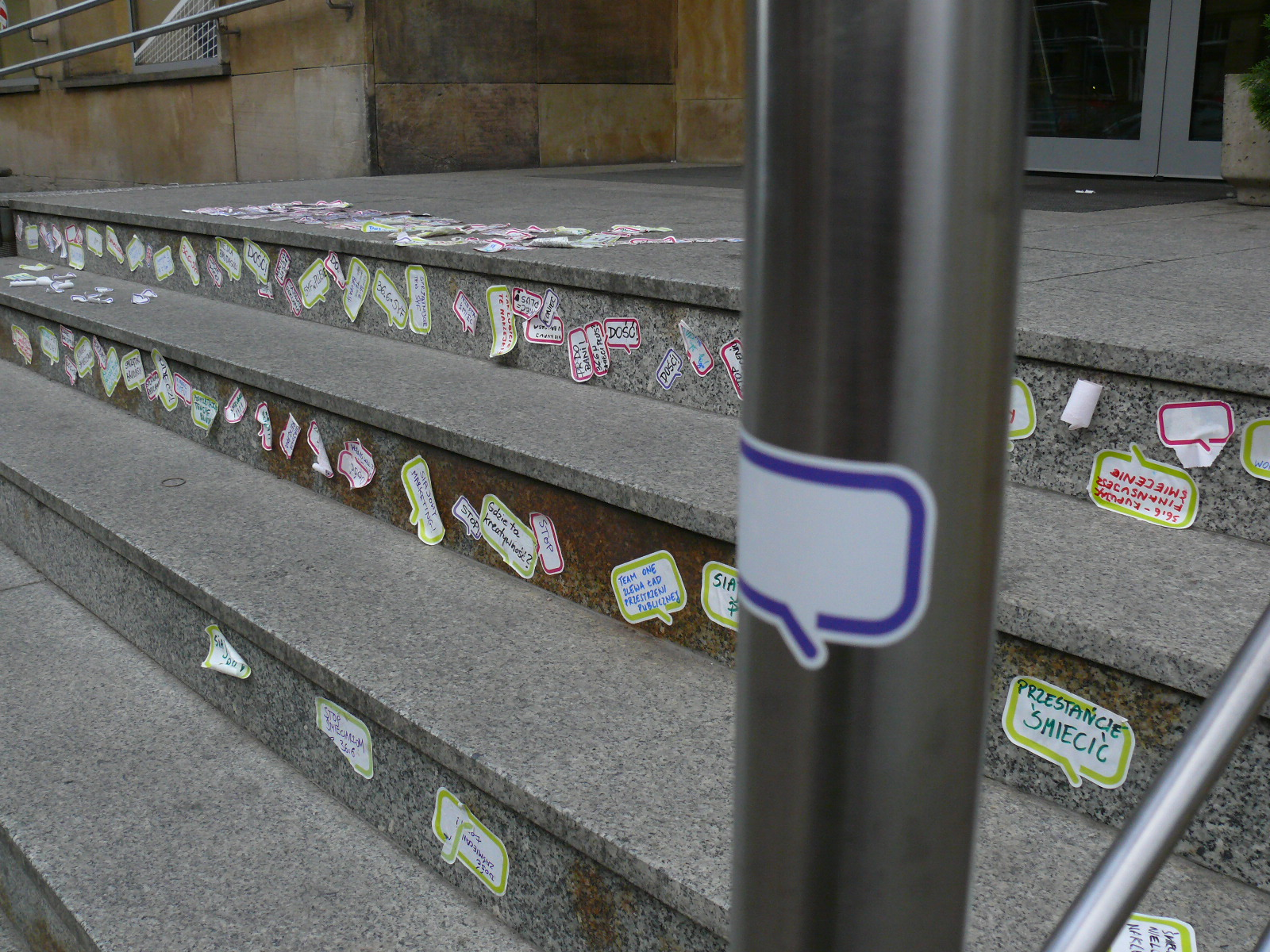
36i6 nieprzemyślana oferta na kartę

- Wolno fotografować (17 lipca 2006)[6] – akcja wywołana bezprawnym zatrzymaniem studentki z USA. Ochrona budynku Gillette przy ul. Wodnej więziła dziewczynę do czasu skasowania wszystkich fotografii, jakie wykonała ona staremu budynkowi fabrycznemu, w którym obecnie znajduje się firma. Akcja polegała na jednoczesnym zebraniu się kilkudziesięciu fotografów o umówionej godzinie i rozpoczęciu fotografowania budynku Gillette. W efekcie przedstawiciele właściciela firmy – koncern Procter & Gamble w USA oficjalnie przeprosił studentkę;
- Akcja! Dość nielegalnych plakatów (30 września 2006)[7] – akcja cotygodniowego sprzątania nielegalnie wywieszonych plakatów. Akcja prowadzona była przez kilka kolejnych sobót, a zakończyła się oddaniem wiceprezydentowi Łodzi worka z zebranymi plakatami. W efekcie działań, na konferencji, na którą zaproszono władze Łodzi, kluby muzyczne, muzyków i plakaciarzy, Urząd Miasta zdecydował się do ustawienia w mieście około 200 tablic i słupów do bezpłatnego i legalnego wywieszania plakatów;
- Sprzątanie Starego Cmentarza (22 października 2006) – społeczne sprzątanie zapomnianych grobów na najstarszej łódzkiej nekropolii. Akcja została przeprowadzona we współpracy z TOnSC;
- Kamień EURO 2012 (24 maja 2007)[8] – Łódź (z winy Urzędu Miasta) przegrała rywalizację o organizowanie EURO 2012. Wykorzystana została słabość prezydenta Kropiwnickiego do ustawiania głazów pamiątkowych. Tym razem w jednym z łódzkich parków postawiony został głaz z tablicą o treści „PREZYDENTOWI ORAZ WŁADZOM m. ŁODZI ZA ZMARNOWANĄ SZANSĘ EURO 2012 ŁODZIANIE”;
- Kamień dla odlotowych pOsłów (11 października 2007)[8] – wykorzystano po raz drugi motyw głazu. Tym razem w ten niecodzienny sposób podziękowano posłom, którzy głosowali przeciwko dotacji dla łódzkiego lotniska. Na tablicy znalazły się nazwiska wszystkich łódzkich posłów V kadencji Sejmu;
- Sprzątanie Starego Cmentarza (20 października 2007) – kolejna edycja porządkowania grobów na cmentarzu;
- Bezkarny Wiesław W. (2 listopada 2007) – akcje wymierzona w opieszałość służb porządkowych, prokuratury i policji. Przez wiele lat Wiesław W. niszczył budynki w mieście, wypisując na nich wulgarne treści. O swoich dokonaniach informował nawet na łamach lokalnej prasy. GPO przeprowadziło prywatne śledztwo, namierzyło mieszkanie człowieka i zażądało na łamach prasy, aby owym człowiekiem zajęły się odpowiednie służby. Po kilku artykułach w prasie Wiesław W. został zatrzymany i przebadany. Stwierdzono u niego niepoczytalność; prokuratura wystąpiła do sądu rejonowego o internację. Dopiero po roku trafił on do szpitala specjalistycznego;
- Psu na budę – pikieta estetyczna (6 grudnia 2007)[9];
- Plebiscyt Czarne Kropy (21 lutego 2008)[10];
- Napad na trawnik (8 kwietnia 2008)[11];
- Nakop Łodzi w trawnik (12 kwietnia 2008);
- Pogrzeb fabryki Biedermanna (19 kwietnia 2008)[12];
- Sprzątanie Starego Cmentarza (10 maja 2008);
- II Pikieta Estetyczna „PrzeBUDzenie” (29 maja 2008)[13];
- Radni na rowery (23 czerwca 2008);
- Brudasy z Polkomtela (28 czerwca 2008)[14];
- Łódź jak magnes (3 lipca 2008)[15];
- Beton drogowy (27 lipca 2008);
- Betonem w beton (31 lipca 2008)[16];
- Plebiscyt „łyso nam” (8 sierpnia 2008);
- Kulturalny remont (14 sierpnia 2008)[17];
- Pomóżmy Wiesławowi W. odnaleźć drogę... (18 września 2008)[18];
- Czerwona księga łódzkich zabytków (16 października 2008)[19];
- Lipowa odNowa (19 października 2008)[20];
- Sprzątanie Starego Cmentarza (25 października 2008)[21];
- Łódź jak magnes (6 listopada 2008)[22];
- Zapalmy znicz łódzkim synagogom (16 listopada 2008)[23];
- Trawnikom Narutowicza na ratunek (26 listopada 2008);
- Wypad w Tatry (28 listopada 2008)[24];
- Prezent niespodzianka (6 grudnia 2008)[25];
- Prezes MPO na Pietrynie (18 grudnia 2008)[26];
- Wernisaż w sprawie zabytków (23 stycznia 2009)[27];
- Społeczne uaktualnienie łódzkich planów miasta (17 lutego 2009)[28];
- Kwiaty zamiast klopów – na placu Wolności (21 marca 2009)[29];
- Punkt Dla Łodzi (15 kwietnia 2009)[30];
- Gdzie masz czapkę? (5 czerwca 2009)[31];
- Wypożyczalnia narzędzi (6 czerwca 2009)[32];
- Guerrilla gardening (27 czerwca 2009);
- Łódź jak magnes - na wakacjach (15 lipca 2009)[33];
- Akcja Rowerowo Ogrodnicza (13 sierpnia 2009);
- Trawa na miejscu czy na wynos? (5 września 2009)[34];
- Skopano i zasiano (19 września 2009);
- Sprzątanie Starego Cmentarza (24 października 2009);
- Duch roweru (2 listopada 2009);
- Łodzianie decydują (10 listopada 2009);
- Paskudny outdoor (23 stycznia 2010)[35];
- Recepcja Hiltona (6 kwietnia 2010)[36];
- Plac Dąbrowskiego dla kogo? (22 kwietnia 2010)[37];
- Sprzątanie Starego Cmentarza (22 maja 2010);
- Sprzątanie Starego Cmentarza (23 października 2010);
- W wyborach nie głosuję na brudasów! (16 listopada 2010)[38];
- Banerobranie (9 grudnia 2010)[39][40];
- Zimowe zawody (29 grudnia 2010)[41]